# Буцень
Буцень (рум. Buțeni) — село у Гинчештському районі Молдови. Утворює окрему комуну.

## Населення
За даними перепису населення 2004 року у селі проживали 3512 осіб.
Національний склад населення села:
| Національність   | Кількість осіб | Відсоток   |
| ---------------- | -------------- | ---------- |
| молдавани румуни | 3499 5         | 99,6% 0,1% |
| українці         | 4              | 0,1%       |
| росіяни          | 2              | 0,1%       |
| гагаузи          | 2              | 0,1%       |
| Всього           | 3512           | 100%       |